# Мухаммед-Мирза Анзоров
Мухаммед-Мирза Анзоров (кабард.-черк. Андзор Мухьэмэд-Мырзэ) (1804, Анзорей, Кабарда — 19 июня 1851, Гехи, Малая Чечня, Северо-Кавказский имамат) — кабардинский военный и государственный деятель, мудир (генерал-наиб) Имамата Кавказ, один из самых приближенных наибов имама Шамиля, наиб Гехинского округа Малой Чечни, уорк (дворянин). Участник Большой Кавказской войны.

## Биография

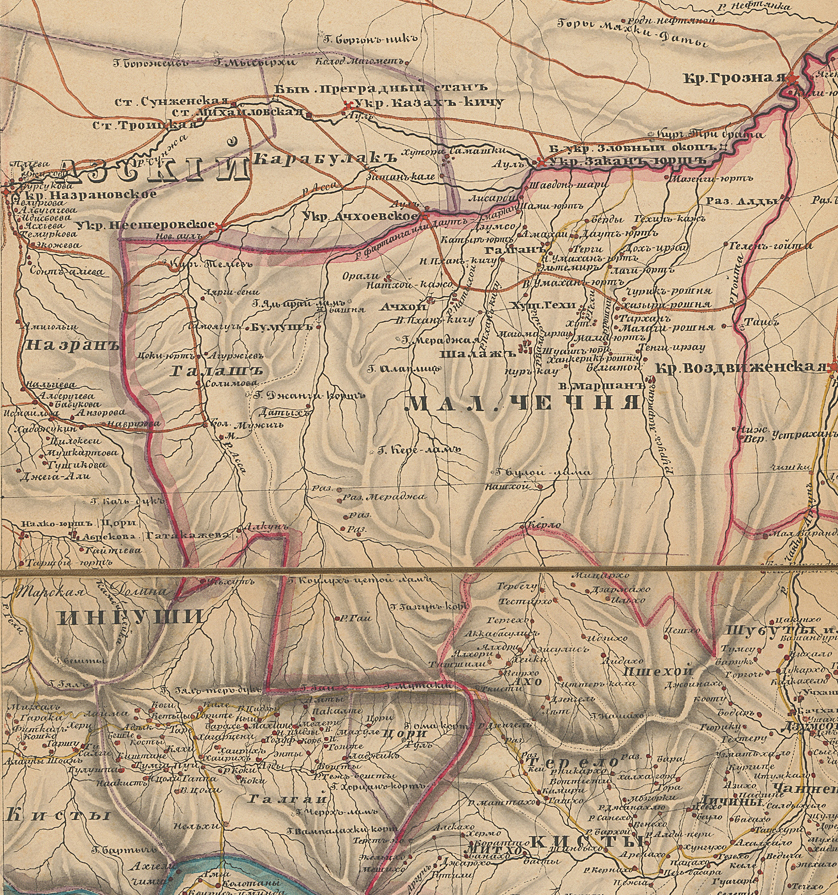
Малая Чечня. Карта 1847 г.

Принадлежал к знатному кабардинскому роду Анзоровых и владел аулами в районе слияния рек Терек и Урух.
При завоевании русскими Кабарды, в 1822 году был взят в аманаты. В 1840 году в чине прапорщика состоял членом Кабардинского временного суда. К 1843 году получил чин поручика (по другим данным — подпоручика). В 1844 году был членом кабардинской депутации к императору в Санкт-Петербург. В 1846 году награждён знаком «За усердие и преданность правительству».
Выступал против русской колониальной политики. 18 апреля 1846 года перешёл на сторону имама Шамиля. Вместе с другими кабардинскими феодалами призвал Шамиля в Кабарду, в надежде свергнуть русское господство. В том же 1846 году, после неудачного похода Шамиля в Кабарду, ушёл в Чечню, вместе с 37 князьями и дворянами, а также большим числом своих крестьян.
22 августа 1846 года был назначен наибом Гехинского наибства в Малой Чечне (левобережье Аргуна). В этом же году возглавил сотню черкесских (кабардинских) мухаджиров.
Деятельность Анзорова приходится на один из самых тяжёлых для Чечни периодов Кавказской войны. Русские войска, теснили в горы общества Малой Чечни (Арштхой (Карабулак), Галай и Гехи), отрезав их от равнины Передовой Чеченской укреплённой линией и заняв земли на западе Малой Чечни, по рекам Асса и Сунжа, на которых основывали станицы 1-го Сунженского казачьего полка. Пытаясь отстоять чеченские аулы, Анзоров вёл упорные бои с русскими. Под его руководством кабардинцы-мухаджиры в 1849—1851 годах неоднократно прорывали с боями Верхнесунженскую линию. В марте 1849 года назначен Шамилем мудиром (губернатором) Малой Чечни.
15 июня 1851 года тяжело ранен в бою с отрядом генерал-майора Слепцова на Нурикоевской поляне. Умер от ран 19 июня.